# Première Division 2023-2024 (Mali)
La Première Division 2023-2024 è stata la 57ª edizione della massima divisione del campionato maliano di calcio. Il campionato è iniziato il 1º novembre 2023 ed è terminato il 27 maggio 2024.
Il Real Bamako è la squadra campione in carica. Il campionato è stato vinto dal Djoliba, che ha conquistato il suo 24º titolo nazionale.

## Stagione

### Novità
Al termine della scorsa stagione sono state retrocesse in Deuxième Division le ultime due classificate Latifa Bamako e Yeelen Olympique. Al loro posto sono state promosse US Bougouba e ATS Koro.
La Federazione calcistica del Mali ha annunciato una riforma del campionato con il passaggio a 14 squadre a partire dalla stagione 2024-2025; di conseguenza il campionato prevede 4 retrocessioni, a fronte di due sole promozioni dalla Deuxième Division.
Inoltre il campionato sarebbe dovuto iniziare il 7 ottobre 2023, ma a causa di alcuni lavori di ristrutturazione del principale stadio di Bamako, lo Stadio 26 marzo, il calcio d'inizio della stagione è stato rimandato due volte, con la data definitiva al 1º novembre.

### Formula
Le 16 squadre partecipanti giocano un girone all'italiana con partite di andata e ritorno, per un totale di 30 giornate. Al termine della stagione, la prima classificata è campione del Mali e si qualifica per la CAF Champions League 2024-2025, mentre la seconda classificata si qualifica per la Coppa della Confederazione CAF 2024-2025. Le ultime quattro classificate vengono invece retrocesse in Deuxième Division.

## Squadre partecipanti
| Squadra                | Città     | Stagione precedente      |
| ---------------------- | --------- | ------------------------ |
| Afrique Football Élite | Bamako    | 6° in Première Division  |
| AS Police              | Bamako    | 11° in Première Division |
| ATS Koro               | Koro      | Deuxième Division        |
| Bakaridjan             | Barouéli  | 4° in Première Division  |
| Binga                  | Bamako    | 7° in Première Division  |
| Black Stars            | Bamako    | 13° in Première Division |
| Bougouni               | Bougouni  | 8° in Première Division  |
| Cercle Olympique       | Bamako    | 14° in Première Division |
| Djoliba                | Bamako    | 2° in Première Division  |
| Korofina               | Bamako    | 10° in Première Division |
| Onze Créateurs         | Bamako    | 5° in Première Division  |
| Real Bamako            | Bamako    | Campione del Mali        |
| Stade Malien           | Bamako    | 9° in Première Division  |
| US Bougouba            | Koulikoro | Deuxième Division        |
| USC Kita               | Kita      | 12° in Première Division |
| USFAS Bamako           | Bamako    | 3° in Première Division  |

## Classifica
|                 | Pos. | Squadra                | Pt | G  | V  | N  | P  | GF | GS | DR  |
| --------------- | ---- | ---------------------- | -- | -- | -- | -- | -- | -- | -- | --- |
| Mali (bandiera) | 1.   | Djoliba                | 69 | 30 | 22 | 3  | 5  | 48 | 18 | +30 |
|                 | 2.   | Stade Malien           | 58 | 30 | 16 | 10 | 4  | 42 | 17 | +25 |
|                 | 3.   | Real Bamako            | 51 | 30 | 14 | 9  | 7  | 38 | 26 | +12 |
|                 | 4.   | Bakaridjan             | 47 | 30 | 12 | 11 | 7  | 42 | 27 | +15 |
|                 | 5.   | Bougouba               | 47 | 30 | 14 | 5  | 11 | 36 | 26 | +10 |
|                 | 6.   | Afrique Football Élite | 42 | 30 | 11 | 9  | 10 | 29 | 27 | +2  |
|                 | 7.   | Korofina               | 41 | 30 | 10 | 11 | 9  | 23 | 24 | -1  |
|                 | 8.   | Binga                  | 40 | 30 | 10 | 10 | 10 | 25 | 27 | -2  |
|                 | 9.   | USFAS Bamako           | 39 | 30 | 10 | 9  | 11 | 29 | 30 | -1  |
|                 | 10.  | Bougouni               | 38 | 30 | 8  | 14 | 8  | 28 | 29 | -1  |
|                 | 11.  | Onze Créateurs         | 38 | 30 | 10 | 8  | 12 | 34 | 36 | -2  |
|                 | 12.  | AS Police              | 35 | 30 | 9  | 8  | 13 | 26 | 34 | -8  |
|                 | 13.  | Koro                   | 30 | 30 | 7  | 9  | 14 | 26 | 39 | -13 |
|                 | 14.  | Cercle Olympique       | 29 | 30 | 8  | 5  | 17 | 27 | 47 | -20 |
|                 | 15.  | Kita                   | 24 | 30 | 4  | 12 | 14 | 20 | 39 | -19 |
|                 | 16.  | Black Stars            | 21 | 30 | 4  | 9  | 17 | 26 | 53 | -27 |

Legenda
      Campione del Mali e ammessa alla CAF Champions League 2024-2025.
      Ammessa alla Coppa della Confederazione CAF 2024-2025.
      Retrocessa in Deuxième Division 2024-2025.
Note:
Tre punti a vittoria, uno a pareggio, zero a sconfitta.